# Predicazione di Pietro
La Predicazione di Pietro o Annuncio di Pietro o Kerygma Petri è un testo con attribuzione pseudoepigrafa a Pietro apostolo. Datato al II secolo, scritto in greco, conteneva argomentazioni apologetiche a favore del cristianesimo nascente.
Andato perduto, ne sono pervenute solo testimonianze indirette tramite alcuni Padri della Chiesa, in particolare Clemente di Alessandria.
Non va confuso con un altro vangelo apocrifo, il Vangelo di Pietro, né con i Kerygmata Petrou, un'opera ritenuta tra le fonti delle Pseudo-clementine.